# المصع
قرية المصع هي قرية سعودية تقع جنوب غرب حائل وتبعد عنها 225 كيلومتر، ووتبع إدارياً محافظة الشملي. تشتهر بالزراعة ووفرة المياه والتمور بسبب آثار البراكين قديما المصع تعني باللغة ثمرة شجرة العسوج. توجد فيها مدرستين ابتدائية ومتوسطة قيد الإنشاء وبالإضافة إلى مدرسة المصع الابتدائية للبنين والتي تأسست في 22 ديسمبر، 1976 ولا زالت تعمل حتى الآن.

## التاريخ
كان أول من نزل وأسس المصع هم الغضاورة من قبيلة عنزة وهي اقدم تواجد لهم في شمال نجد وذلك قبل قيام الدولة السعودية بعدة عقود واقاموا المنازل والمزارع وحفروا الآبار، اما بعد توحيد المملكة العربية السعودية صدر الأمر السامي بالموافقة ومنح فهد بن ظويهر بموجب وثيقة في 1346هـ وفيها

وثيقة من أمير حائل للشيخ فهد بن ظويهر عام 1346 هـ (تم تجديدها في 10 شوال 1376هـ)

## المناخ
مناخها متوسطي نصف جاف حيث إن شتائه معتدل البرودة ورطب بينما يكون الصيف اقرب لأن يكون حاراً وجافاً. وتكون الشمس مشرقة بمعدل 270 يوماً في السنة تقريباً ويقارب ذلك نفس المعدل في بقية مدن تقوم الرياح القادمة من النفود بتلطيف الأجواء صيفاً وشتائاً. ويقدر متوسط درجة الحرارة ب19.5 درجة مئوية. وترتفع درجات الحرارة خلال شهري أغسطس وسبتمبر وذلك بسبب هبوب الرياح الموسمية مما يسبب ارتفاعاً حرارياً يتجاوز احياناً ال40 درجة مئوية. وتتساقط الأمطار عموماً خلال فصلي الشتاء والربيع، وينفرد شهري يناير وفبراير بكونهما الشهران الأكثر سقوطاً للأمطار من بين أشهر السنة.

## الطبيعة والأرض
تشتهر قرية المصع ومحيطها بوفرة المياه الجوفية والنخيل والزراعة والتمور وبعض الفواكه والخضروات بسبب أرضها الخصبة وتربتها الصالحة والمناسبة للزراعة حيث يحيط بالقرية آثار لبراكين كانت نشطة قبل قرون طويلة ولا زالت تلك الآثار. ويأتيها الكثير من أصحاب الرعي والإبل والصيد في موسم الربيع بحثاً عن المياه والأعشاب والطبيعة والطيور ويأتون من مختلف مناطق المملكة.